# Silvana Nappi
Silvana Nappi, née le 5 décembre 1952 à San Gennaro Vesuviano (Italie), est une femme politique italienne.

## Biographie
Silvana Nappi naît le 5 décembre 1952 à San Gennaro Vesuviano.
Elle est élue députée lors des élections générales de 2018.